# Procédé Bergius
Le procédé Bergius est un procédé chimique servant à fabriquer de l'essence synthétique : du charbon bitumineux est hydrogéné à haute température et à haute pression. Friedrich Bergius a mis au point un procédé de laboratoire en 1913. Ses brevets ont été acquis par IG Farben, qui les a mis en application industrielle pendant les années 1920 et 1930. Bergius a reçu, conjointement avec Carl Bosch, le prix Nobel de chimie de l'année 1931 pour ses travaux sur la chimie à haute pression.
Aussi appelé "berginisation", et action de berginiser.

## Histoire

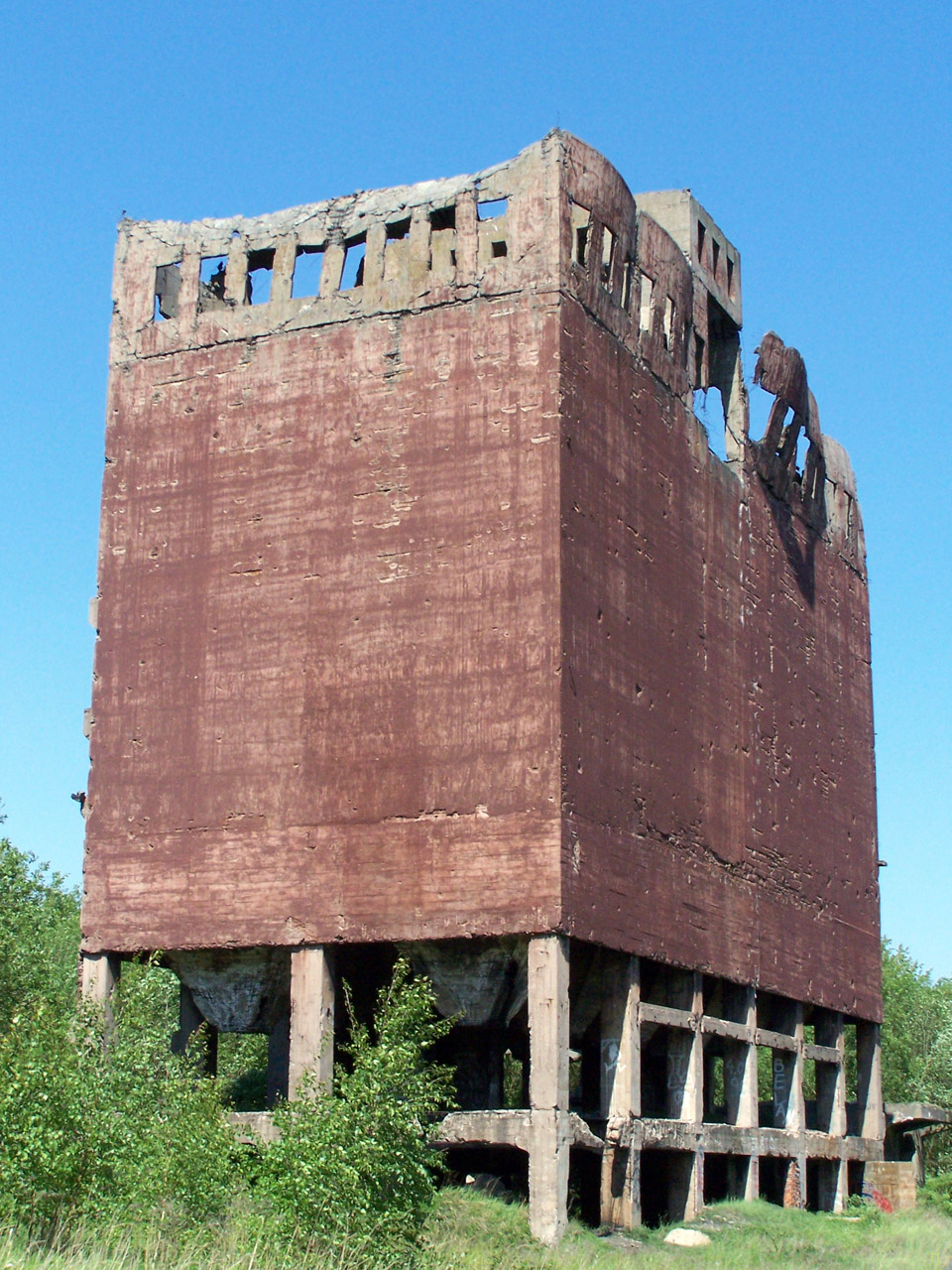
Appareil en ruine d'un site de synthèse d'essence synthétique datant de la Seconde Guerre mondiale. Le site était exploité par lHydrierwerke Pölitz – Aktiengesellschaft à Police, Pologne.